# Warzone 2100
Warzone 2100 — відеогра жанру стратегії в реальному часі, розроблена Pumpkin Studios і випущена Eidos Interactive у 1999 році для Windows і PlayStation. З 2004 року вихідний код гри і велика частина графічних та аудіоресурсів були випущені під ліцензією GNU GPL, відтоді Warzone 2100 стала розповсюджуватися вільно. Гра портована на Linux для різних апаратних платформ, FreeBSD, Debian GNU / kFreeBSD і Mac OS X. Українською Warzone 2100 локалізована ентузіастами в 2010 році.

## Ігровий процес

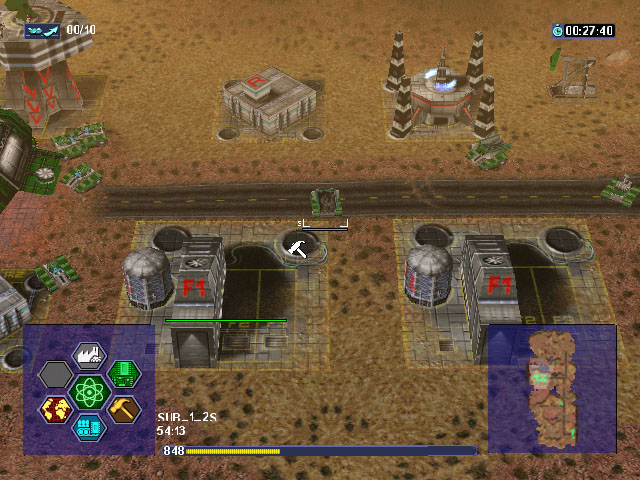
Приклад ігрового процесу: база і війська

Гравець керує військовою базою, де проєктує і запускає у виробництво війська, розвиває їх, щоб знищити ворога або виконати інше поставлене завдання.
База складається з двох типів споруд: основних і оборонних. Центром бази служить командний центр, необхідний для проєктування нових типів військ, доступу до міні-карти та зведення оборонних споруд. Для функціонування бази також потрібні генератори енергії, яких є два види, відповідно до потужності. Генератори споживають нафту, яку слід добувати, будуючи бурові вишки. Війська конструюються на заводах, вдосконалення впроваджуються на дослідницьких станціях. Для оборони служать сенсорні башти, стіни, бункери, протитанкові загородження, башти з різноманітним озброєнням, вогневі й артилерійські точки.
Війська конструюються в спеціальному редакторі з доступних частин різних типів: корпусів, ходових частин, зброї, сенсорів або іншого обладнання. На початку гравець володіє тільки інженерними військами, які зводять споруди. Кілька інженерів можуть об'єднувати зусилля для швидшого будівництва. Всі інші бойові одиниці спочатку проєктуються, а потім запускаються у виробництво. Їхні назви генеруються, відповідно до складових частин, але гравець може переназвати проєкт за власним бажанням. Вдосконалення можна отримати, збираючи залишки давньої техніки, розкидані на карті. В одиночній грі гравець може обрати початковий рівень розвитку бази, вже на старті маючи просунуті можливості.
Інтерфейс складається з міні-карти в правому нижньому куті екрана, шкали рівня енергії внизу та панелі команд зліва внизу (виробництво, дослідження, будівництво, проєктування, розвідка, командири).

## Сюжет
У 2085 році групою вчених, за фінансової підтримки міністерства оборони США, була спроєктована і побудована система управління стратегічною обороною. В рамках програми, що отримала назву NASDA (North American Strategic Defence Agency), на навколоземну орбіту було запущено низку супутників, що несли на борту ядерну та лазерну зброю. Однак система того ж року дала збій в ході однієї з перевірок працездатності, запустивши ядерні ракети в найбільші міста Землі та вимкнувши протиракетний захист. За іншою версією NASDA було умисно запрограмовано на це.
Ядерні вибухи по всій планеті спричинили похолодання клімату і вимирання людства, загалом вціліло біля мільйона. Група людей в США протрималася до 2086 року і врятувалася, діставшись до занедбаної військової бази в Скелястих горах. Сховавшись там, люди на чолі з Джоном Гаммонодом вийшли на поверхню вже у 2100 році, маючи проєкт відродження планети, відомий як просто «Проєкт».
Вийшовши на поверхню, гравець в особі командра відправляє групу до Аризони, але виявляє, що її населяють вцілілі люди, «звалищники». Вони ведуть розбійницький спосіб життя, користуючись залишками техніки, і їх доводиться знищити. Борючись з іншими угрупуваннями звалищників, командир завойовує або знаходить в пустках корисні деталі, які дозволяють розинути власні технології. Згодом командиру починає протистояти угрупування «Нова Парадигма», яке володіє просунутими технологіями. Противники намагаються знищити армії «Проєкту», засилаючи десант, але виявляється, що «Нова Парадигма» тільки служить комусь, відомому як NEXUS, який спочатку сприймається за комп'ютерний вірус. Поборовши «Нову Парадигму», гравець очолює групу Бета, що діє в Чикаго, яка відбиває напад нової загрози, «Колективу», що також залежить від NEXUS. «Колектив» запускає ядерні ракети на бази Альфа і Бета, тому командир очолює групу Гамма з Колорадо, з якою виступає проти ворогів.
NEXUS намагається захопити контроль і над базою Гамма, проте командиру вдається отримати доступ до орбітальних лазерних супутників і успішно оборонитися. Згодом командир відкриває, що NEXUS є оцифрованим доктором Рідом, провідним дослідником кібернетики 2080-х, який існує у формі вірусу. Саме він і скористався супутниками NASDA, щоб знищити цивілізацію і відбудувати її під своєю владою. Рід обіцяє повторити ядерну атаку, щоб знищити супротивників.
Армії «Проєкту» зі віцілілих бійців груп Альфа, Бета і Гамма об'єднуються в штурмі командного центру NEXUS і носіїв оцифрованого Ріда. В ході битви центр руйнується, а Рід гине разом з ним. Людство починає відбудовувати міста, але за якийсь час станція супутникового зв'язку починає передавати сигнал в космос. Екран темнішає, на ньому виникає логотип NEXUS і лунає злий сміх Ріда.

## Оцінки і відгуки
Гру загалом було високо оцінено пресою і мережевими виданнями свого часу. GameSpot поставили грі 65 балів зі 100, виділяючи з достоїнств її зрозумілий і лаконічний інтерфейс, графіку і багатокористувацькі сутички, орієнтовані на дію, а не збір ресурсів чи мікроменеджмент. IGN дали 80/100 з підсумком, що гра не принесла нічого нового до жанру, але чудово використала знахідки інших RTS. Game Revolution оцінили Warzone 2100 в 75/100, зауваживши, що графіка є нечіткою, музика нудною, а версія для PlayStation «потрапила в пастку консольних RTS», маючи незручне управління. Натомість схвалення отримав безперервний розвиток технологій впродовж місій та велика кількість можливих комбінацій військ, що їх може створити гравець.
Разом з тим Softpedia в 2011 році Warzone 2100 (для Linux) було оцінено в 40/100 і названо дуже бідною грою, яка не вирізняється ні графікою, ні ігровим процесом, ні будь-чим іще. У вердикті стверджувалося, що тепер в неї можливо грати хіба що за відсутності вибору, або втомившись від інших ігор.
У 2013 гру було занесено до Книги рекордів Гіннеса як найбільш продавану стратегію в реальному часі. За час поширення під платною ліцензією продано понад 5 млн копій.

## Локалізація гри українською
Гра Warzone 2100 і офіційний сайт гри перекладаються волонтерами на сайті Crowdin [Архівовано 17 листопада 2021 у Wayback Machine.].